# 론 펀치스
론 펀치스(영어: Ron Funches, 1983년 3월 12일 ~ )는 미국의 스탠드업 코미디언, 배우, 작가이다. 《코넌》 등에 자주 나왔고 각종 텔레비전 코미디 드라마에도 출연했다.

## 출연 작품

### 영화
- 겟 하드 (2015)
- 트롤 (2016) - 쿠퍼 역 (애니메이션)
  - 트롤: 월드 투어 (2020)
  - 트롤: 밴드 투게더 (2023)
- 원스 어폰 어 타임 인 베니스 (2017)
- 하이, 젝시 (2019) - 크레이그 역
- 노엘 (2019)
- 6 언더그라운드 (2019)
- 오직 하나뿐인 아이반 (2020) - 애니메이션
- 시카다 3301 (2021) - 아비 역
- 에이티 포 브래디 (2023)
- 인사이드 아웃 2 (2024 예정) - 애니메이션

### 텔레비전
| 연도    | 제목                         | 원제                      | 배역       | 비고                      |
| ------- | ---------------------------- | ------------------------- | ---------- | ------------------------- |
| 2014-16 | 언데이터블                   | Undateable                | 셸리       | 주연                      |
| 2015    | 커트니 콕스의 러브 앤 프렌즈 | Cougar Town               | 마티       | "To Find a Friend" 편     |
| 2015    | 핀과 제이크의 어드벤처 타임  | Adventure Time            | 바보       | 애니메이션; 2회분         |
| 2015    | 보잭 홀스맨                  | BoJack Horseman           | 레비       | 애니메이션; "Chickens" 편 |
| 2016    | 파워리스                     | Powerless                 | 론         | 12회분                    |
| 2017    | 블랙키쉬                     | Black-ish                 | 러데리어스 | "I'm a Survivor" 편       |
| 2018-19 | 트롤: 춤과 노래는 계속된다!  | Trolls: The Beat Goes On! | 쿠퍼       | 애니메이션; 65회분        |
| 2019-21 | 파이널 스페이스              | Final Space               | 폭스       | 애니메이션; 18회분        |